# Myrcianthes ferreyrae

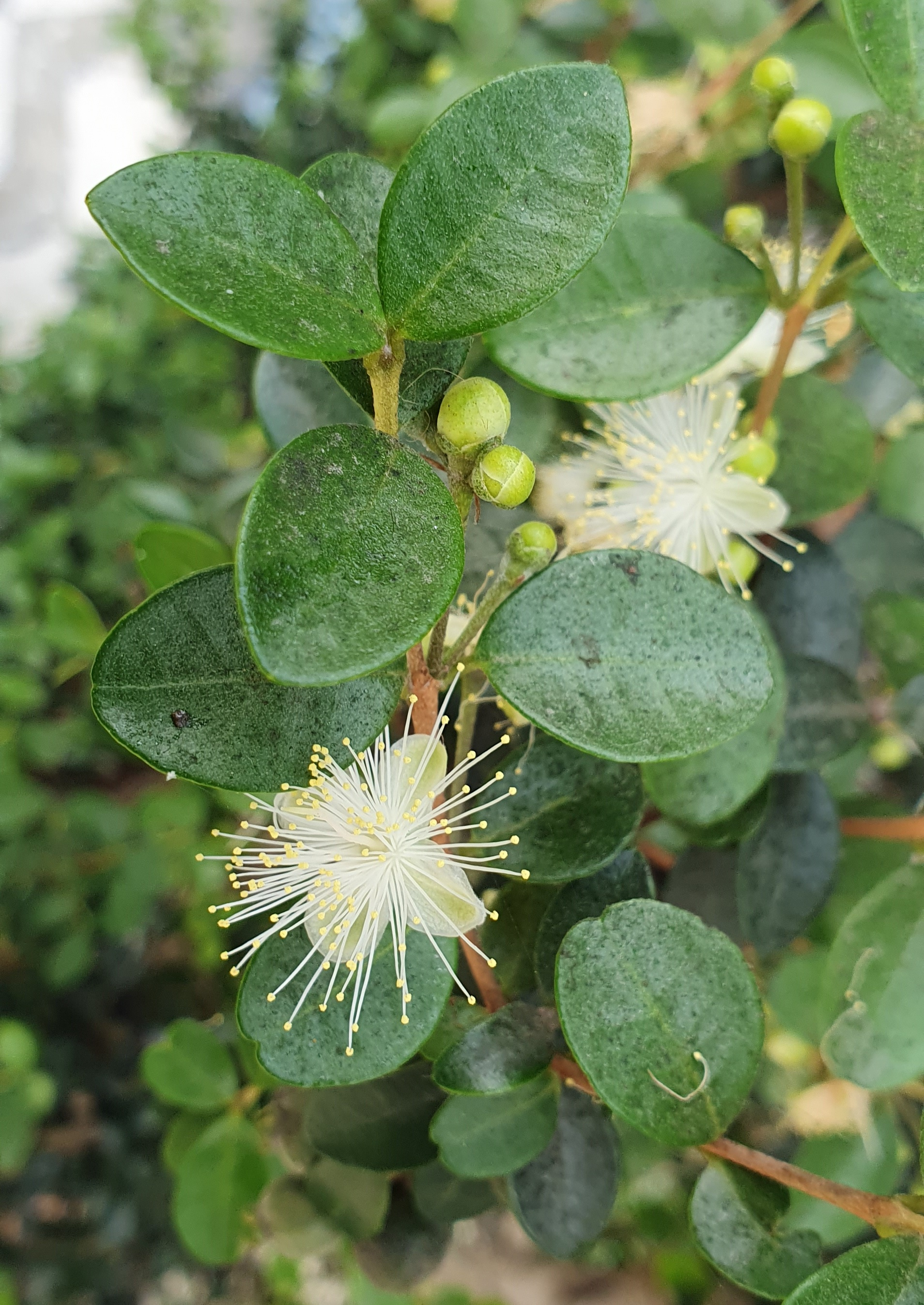
Myrcianthes ferreyrae en flor en el Parque de Las Leyendas

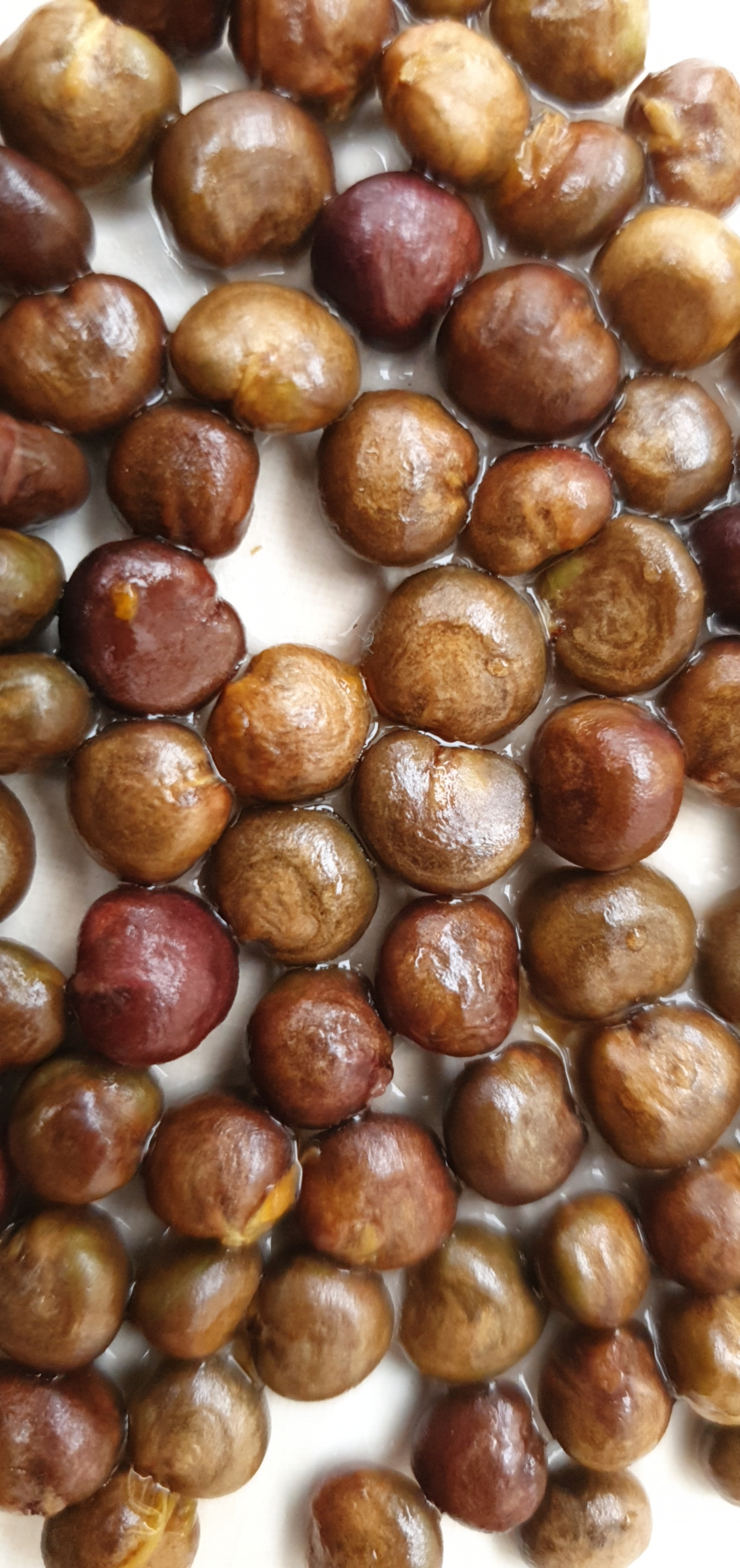
Semillas frescas de Myrcianthes ferreyrae

Myrcianthes ferreyrae es una especie de árbol de la familia Myrtaceae. Esta especie es conocida como arrayán de las lomas, y es endémica de las lomas del sur de la costa peruana, en el departamento de Arequipa, Perú. 

## Descripción
Se trata de un arbusto o árbol que crece entre 3-7 m. El tronco tiene un diámetro de 6 a más cm, terete, corteza pardo-grisácea, lisa, exfoliante. Ramitas teretes glabras de 1 mm de diámetro. Hojas opuestas simples, elípticas, con entrenudos de 1 a 2 cm, 1.8-2.7 × 0.8-1.4 cm, coriáceas, verde olivo en el haz, más pálidas en el envés; vena media impresa en el haz, elevada en el envés; nervaduras laterales 8-10 por lado; haz y envés glabros; base obtusamente cuneada a redondeada; márgenes aplanados o revolutos cerca de la base, decurrentes en el pecíolo; ápice obtuso emarginulado; pecíolos 2-3 mm, adaxialmente acanalados. Inflorescencias axilares en dicasio con flor central subsésil; flores 1-3, pedicelos 3-4 mm, lóbulos del cáliz 4 (raro 5), 1.5-2.5 × 1.3-2 mm, deltoideos, ápice obtuso o redondeado; pétalos 4 (raro 5), 5-6 × 3-4 mm, oblongos a elípticos, ápice redondeado; disco 2-3 mm en diámetro, redondo, anillo estaminal generalmente piloso; estambres 50-100, 6-8 mm; estilo 8-10 mm. Los frutos miden de 1.7 a 2 cm de largo y 2 a 2.5 cm de diámetro, son globosos achatados; el pericarpo es delgado, glandular, seríceo, color negro-purpúreo cuando madura; cáliz persistente en el ápice umbilicado. Semillas 1 a 2, globosas, marrón brillante de 1 cm de diámetro.

## Distribución y hábitat

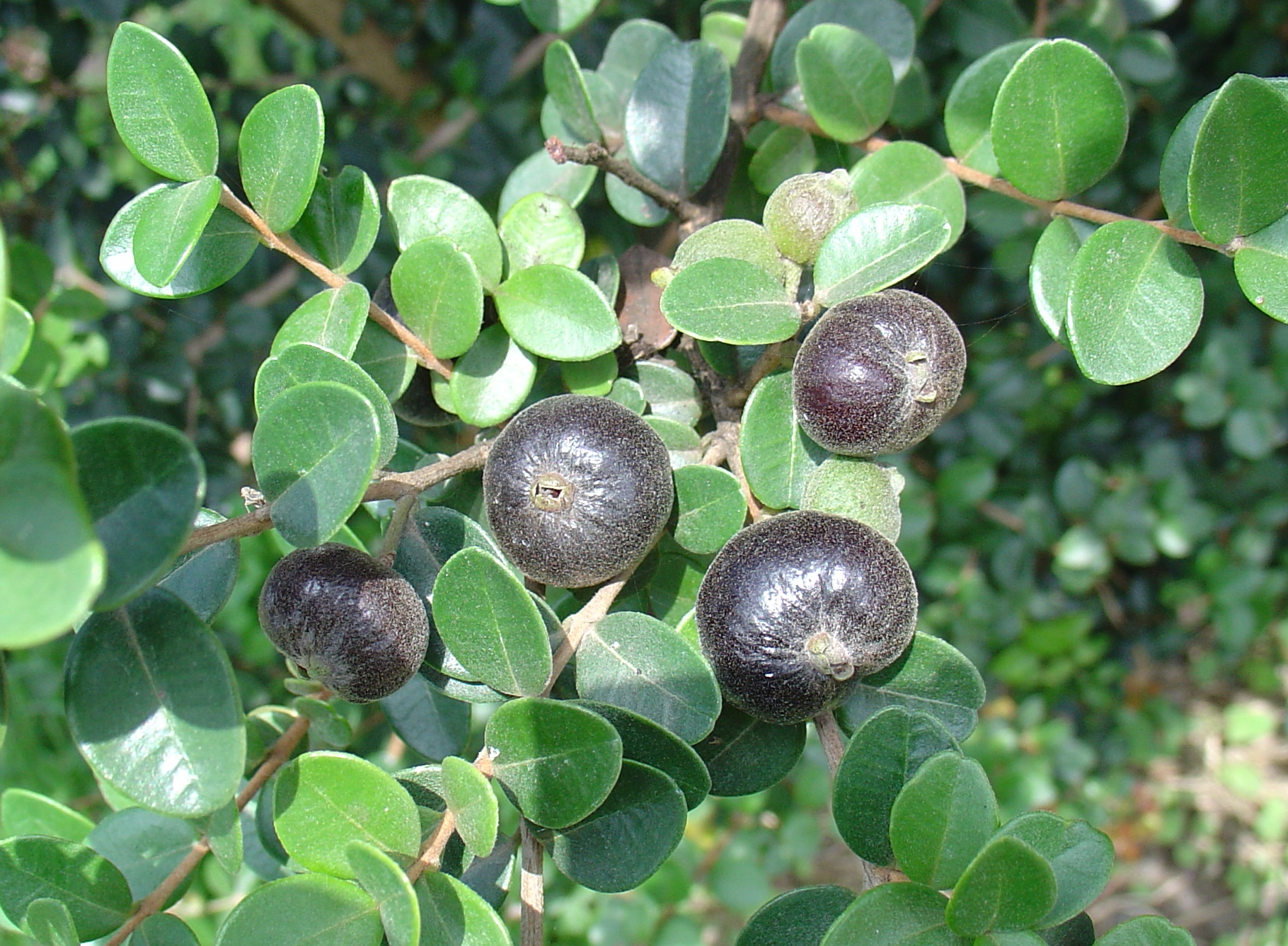
Detalle del fruto de Myrcianthes ferreyrae cultivada en el Jardín Botánico del Parque de las Leyendas

Fue descrita por el botánico estadounidense Rogers McVaugh en 1956 de material colectado por Ramón Ferreyra en 1946 en las lomas de Cháparra y actualmente hay poblaciones en las lomas de Atiquipa, Táimara, Chala Viejo y Acari todas ubicadas en la provincia de Caraveli, departamento de Arequipa entre los 500 hasta los 900 m de altura, en quebradas con pendientes pronunciadas mirando al mar, lo que facilita que atrapen la neblina. Forma asociaciones con Caesalpinia spinosa o bosquetes solos. Hay estudios que demuestran que con un mínimo de 20 mm de precipitación al mes pueden sobrevivir y desarrollarse satisfactoriamente. Son cultivadas ex-situ en el Jardín Botánico del Parque de las Leyendas en Lima. 

## Taxonomía
Fue colectada por primera vez por el botánico peruano Ramón Ferreyra Huerta y descrita por Rogers McVaugh inicialmente como Eugenia ferreyrae en Fieldiana, Bot. 29: 209 , 1956 en honor al descubridor y posteriormente renombrada a Myrcianthes en Publ. Field Mus. Nat. Hist., Bot. Ser. 13(4): 756 1958.

## Usos
Si bien en las lomas de Atiquipa se ha utilizado como leño, sus frutos, al igual que con la especie Myrcianthes rhopaloides, son dulces y comestibles, pero mayormente consumidos por las aves.

## Estado de conservación
De acuerdo a la UICN, se encuentra en la categoría especie en peligro crítico de extinción, con menos de 580 individuos en hábitat y disminuyendo.